# Florencio García Goyena
Florencio García Goyena Orovia (* 27. Oktober 1783 in Tafalla, Navarra; † 3. Juni 1855 in Madrid) war ein spanischer Politiker und Ministerpräsident Spaniens (Presidente del Gobierno).

## Leben

### Studium und Herrschaft Ferdinands VII.
García Goyena absolvierte zunächst ein Studium der Rechtswissenschaften an der Universität Complutense Madrid sowie der Universität Salamanca und war im Anschluss daran als Rechtsanwalt tätig, ehe er 1816 Syndikus und Rechtsberater des Parlaments (Cortes) sowie der Parlamentarischen Versammlung (Diputación) von Navarra wurde.
Nach der Revolution vom Januar 1820 wurde er Politischer Chef von León. Aufgrund seiner liberalen Gesinnung musste er nach der französischen Invasion in Spanien und der darauf folgenden erneuten Herrschaft des absolutistischen Königs Ferdinand VII. 1823 jedoch ins Exil nach Frankreich gehen.

### Herrschaft Isabellas II. und Ministerpräsident
Erst nach dem Tode Ferdinands VII. im September 1833 und dem Beginn der Herrschaft von Königin Isabella II. kehrte er nach Spanien zurück.
In der folgenden Zeit wurde er 1834 Öffentlicher Ankläger in Burgos und danach Amtmann von Gipuzkoa. Später erfolgte 1835 seine Ernennung zum Zivilgouverneur von Granada und Saragossa, ehe er 1836 Präsident der Gerichte von Valencia und Burgos wurde. Danach wurde er zum Richter an das Oberste Gericht (Tribunal Suprema) berufen, wo ihm die Präsidentschaft der für Spanisch-Ostindien zuständigen Kammer (Sala de Indias) übertragen wurde.
Seine eigentliche politische Laufbahn begann er dann am 24. Juli 1839 zum Abgeordneten des Parlaments (Congreso de los Diputados) gewählt, wo er für zwei Legislaturperioden bis zum Februar 1841 die Interessen des Wahlkreises Navarra vertrat. Später war er während der Legislaturperiode 1844 bis 1845 als Vertreter der Provinz Navarra Mitglied des Senats.
Am 31. August 1847 wurde er als Nachfolger von Joaquín Francisco Pacheco Gutiérrez zum Ministerpräsidenten Spaniens (Presidente del Gobierno) ernannt. Allerdings gelang ihm keine dauerhafte Regierungsbildung, so dass er bereits am 4. Oktober 1847 durch Ramón María Narváez ersetzt wurde. In seiner Regierung übernahm er dann ab dem 3. September 1847 auch das Amt des Ministers für Gnadengesuche und Justiz (Ministro de Gracia y Justicia).

### Rechtswissenschaftler
Aufgrund seiner fundierten rechtlichen Kenntnisse wurde er auch in den 1843 durch Justizminister Joaquín María López López eingerichteten Kodifizierungsausschuss zur Erarbeitung eines spanischen Zivilgesetzbuches berufen, an dessen Entwurf er seit 1846 maßgeblich mitarbeitete. Die 1851 vorgelegte und im Wesentlichen auf dem französischen Code civil von 1804 basierende Kodifikation kam jedoch nie zur Einführung. Erst 1889 wurde ein völlig neu erarbeitetes spanisches Zivilgesetzbuch eingeführt, das jedoch stark von dem früheren Entwurf abwich.
Als Anhänger des englischen Rechtswissenschaftlers Sir William Blackstone und des englischen Strafrechts stand er unter Berücksichtigung der Institution der Geschworenen im Gegensatz zum Verhältnismäßigkeitsprinzip der Strafzumessung von Cesare Beccaria. Darüber hinaus trat er für eine Änderung des Erbpachtrechts sowie die Einführung des Habeas Corpus - Prinzips in der spanischen Gesetzgebung ein.
Schließlich war er Autor mehrerer rechtswissenschaftlicher Fachbücher wie:
- Código criminal español según las leyes y prácticas vigentes, 1843 („Das spanische Strafgesetzbuch unter Berücksichtigung der geltenden Gesetze und Gewohnheiten“)
- Concordancias, motivos y comentarios al Código Civil español, 1852 („Konkordanz, Einführung und Kommentar zum spanischen Zivilgesetzbuch“)